# Dobrun
Dobrun es una comuna ubicada en el distrito de Olt, Rumania.

## Superficie
Posee una superficie de 37,22 kilómetros cuadrados.

## Demografía
Hasta 2021 la población era de 1330 habitantes, con una densidad de población de 35,73 habitantes por kilómetro cuadrado.